# 極黑黑口魚
極黑黑口魚，為黑頭魚科的其中一種，為深海魚類，分布於中東大西洋、印度洋海域，深度1300-2600公尺，體長可達29.1公分，棲息在中層水域，生活習性不明。

## 扩展阅读
維基物種上的相關：極黑黑口魚